# Cavit Orhan Tütengil
Cavit Orhan Tütengil (1921 - 7 décembre 1979) est un sociologue, écrivain et chroniqueur turc, qui a été assassiné.

## Biographie
Cavit Orhan Tütengil est né à Sebil, un village de Tarse, dans la Mersin. Après ses études primaires dans sa ville natale, il a fréquenté le lycée Haydarpaşa à Istanbul. Tütengil a étudié la philosophie à l'Université d'Istanbul et a obtenu son diplôme en 1944.
Entre 1944 et 1953, Tütengil est professeur de philosophie au lycée à Antalya et Diyarbakır.
En 1953, Cavit Orhan Tütengil  commence sa carrière universitaire en entrant à la faculté d'économie de l'Université d'Istanbul en tant qu'assistant de sociologie. Il a mené ses recherches de Ph.D. sur "Opinions politiques et économiques de Montesquieu ", qui lui ont valu le Prix scientifique 1957 de l'Association de la langue turque. Il devient professeur associé en 1960, et à partir de 1970, il est professeur. En 1962, le ministère turc de l'Éducation nationale l'envoie en Angleterre pour deux ans.

## Contributions
Il est l'un des sociologues turcs les plus originaux. Son domaine d'intérêt principal est la sociologie du développement. À son avis, la Turquie est un pays en transition et la boussole doit être la pensée de Atatürk. Ayant une excellente maîtrise de la langue turque, il a écrit ses opinions Kémaliste dans sa chronique du journal de gauche Cumhuriyet pendant de nombreuses années.

## Mort
Cavit Orhan Tütengil est assassiné tôt le matin du 7 décembre 1979, alors qu'il se rendait à l'université à un arrêt de bus de la ville de Levent, à Istanbul. Les quatre assassins l'ont abattu dans un feu croisé et ont laissé un avis signé « Anti Terör Birliği » (Unité anti-terroriste) sur les lieux du crime. L'assassinat n'a pas été résolu.

## Œuvres
- Köy Enstitüsü Üzerine Düşünceler (1948)
- Ziya Gökalp Bibliyoğrafisi (1949)
- Montesquieu'nün Siyasi ve İktisadi Fikirleri (1954)
- Diyarbakır Basın Tarihi Üzerine Notlar (1954)
- Prens Sebahattin (1954)
- Ziya Gökalp Üzerine Notlar (1956)
- İçtimai ve İktisadi Bakımdan Türkiye'nin Kara Yolları (1961)
- Dr. Rıza Nur Üzerine (1965)
- Diyarbakır Basını ve Bölge Gazeteciliğimiz (1966)
- Azgelişmiş Ülkelerin Toplumsal Yapısı (1966)
- Köy Sorunu ve Gençlik (1967)
- Ağrı Dağındaki Horoz (Denemeler) (1968)
- İngiltere'de Türk Gazeteciliği (1969)
- Türkiye'de Köy Sorunu (1969)
- Sosyalbilimlerde Araştırma ve Metot (1969)
- Azgelişmenin Sosyolojisi (1970)
- 100 Soruda Kırsal Türkiye'nin Yapısı (1975)
- Temeldeki Çatlak (1975)
- Atatürk'ü Anlamak ve Tamamlamak (1975)
- Prens Lütfullah Dosyası (Vedat Günyol ile birlikte) (1977)